# Yarghu
Yarghu, derivat de procés o interrogatori en mongol, fou la cort de justícia dels mongols. Ja del temps de Genguis Kan s'anomena yarghu a un alt jutge. Alguns governadors de província podien exercir també com a yarghus. Cada estat mongol va tenir el seu propi yarghu (tribunal o cort) amb els yarghučis (jutges) i més endavant van coexistir amb les corts de la xaria però els afers religiosos eren sotmesos a un cadi. El nom va desaparèixer poc després de l'enfonsament de l'Il-kanat, i s'esmenta per darrer cop sota Tamerlà.